# Wegekreuz Am Kallenberg

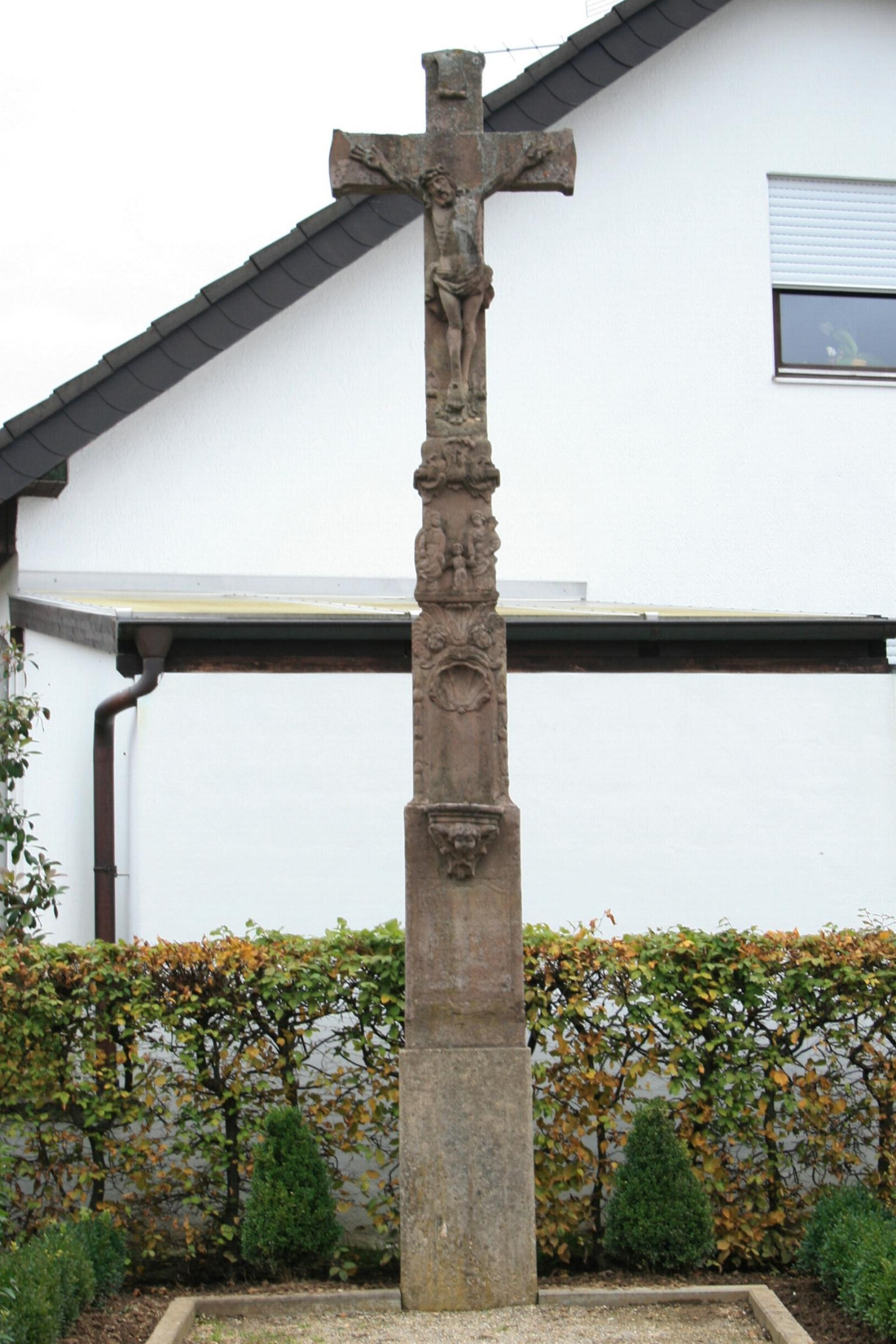
Das Wegekreuz

Das Wegekreuz Am Kallenberg befindet sich in Wissersheim, einem Ortsteil der Gemeinde Nörvenich im Kreis Düren, Nordrhein-Westfalen in der Straße „Am Kallenberg“.
Das 3,50 m hohe Wegekreuz wurde im 18. Jahrhundert aus Buntsandstein auf einer Mensa errichtet. Es ist farbig gefasst. Der Unterbau hat eine Nische mit Engelsköpfen und Rocaillenrahmung, darüber ist die hl. Familie im Hochrelief zu sehen. Der Korpus ist im Hochrelief ausgearbeitet. In den 1930er Jahren wurde das Wegekreuz um 30 m versetzt.
Das Wegekreuz wurde am 9. April 1985 in die Denkmalliste der Gemeinde Nörvenich unter Nr. 76 eingetragen.

## Belege
- Denkmalliste der Gemeinde Nörvenich (PDF; 108 kB)

Koordinaten: 50° 49′ 3,3″ N, 6° 41′ 56,3″ O